# オーヴルチ
オーヴルチ（ウクライナ語: Овруч）はウクライナ・ジトーミル州オーヴルチ地区(ru)の市である。オーブルチ地区の行政の中心地であり、コロステニ、カリンカヴィツィ(ru)、ヤニウ(ru)、ビロコロヴィチ(ru)をつなぐ鉄道路線の交点にあたる。自然地理的にはプリピャチ川水系のノルィーニ川(uk)に面している。

## 歴史

### 中世・近世
年代記における最初の言及は、『原初年代記』の977年にドレヴリャーネ族の街「ヴルチー」として記述されたものである。この年、キエフ大公ヤロポルク1世が、キエフ大公位を巡る闘争の過程で弟のオレグ(ru)を攻めると、オレグはヴルチーへ逃れるも、街の堀に転落して死亡した。。オレグは街に埋葬されたが、その後キエフへ運ばれた。現在のオーヴルチにはオレグの碑がある。
12世紀 - 13世紀のオーヴルチは、ベルゴロド、ヴィシゴロドと同様に、キエフ公国の分領公国（オーヴルチ公国）としてキエフ大公の若い親族に分与されていた。統治者は主にスモレンスク公家の出身者だった。また11世紀 - 13世紀初頭のオーヴルチは、周辺地域のスレート産業に関連した手工業製品の生産の中心地だった。オーブルチ産スレート製自動紡車(ru)は、ルーシの諸公国、ポーランド、ヴォルガ・ブルガール、ヘルソネスなどへ流通する、広い販売市場を有していた。
1230年代末のモンゴルのルーシ侵攻において、オーヴルチはモンゴル帝国軍の侵略を受けた。その後、ジョチ・ウルスのバスカクによって管理された。1362年、他の南部ルーシの地と共にリトアニア大公国の一部となった。1641年にマグデブルク法を採用した。1793年、第2次ポーランド分割によって帝政ロシアに組み込まれた。帝政ロシア時代末期の1911年にはニコライ2世がオーヴルチを訪問している。

## 文化
市には郷土歴史博物館があり、オーヴルチ城(ru)の敷地内に救世主顕栄大聖堂がある。また、オーヴルチの聖ヴァシリー教会(ru)はピョートル・ミロネグ(ru)（1100年代後半）によって作られた、モンゴルの侵攻以前から残る古刹である。1907年から1909年にかけてアレクセイ・シューセフが修復作業を手掛けた。
オーヴルチでは『夜明け』と『オーブルチの声』という2つの地方紙を出版している。また、市の名を冠した小惑星・オーヴルチ（221073）(uk)がある。

## ゆかりの著名人
- オスタフィー・ダシュケヴィチ(uk)：1472年頃 - 1535年：コサックのヘトマン。
- マカリー・カニヴシクィー(uk)：1605年頃 - 1678年：掌院。
- Stefano Ittar(ru)：1724年 - 1790年：建築家。オーヴルチ生まれのイタリア人。
- יעקבֿ-שמואל הלױ טרכטמן‎(ru)：1831年 - 1925年：著作家。オーヴルチ生まれのユダヤ人。
- ヴォロディームィル・ボホラズ(uk)：1865年 - 1936年：民族誌学者。
- オレクサンドル・ルホヴィー(uk)：1904年 - 1962年：著作家。
- アンドリー・マルィシコ(uk)：1912年 - 1970年：詩人・文芸評論家。
- スラミフ・ツィブリヌィク(uk)：1913年 - 1996年：映画監督。
- セメーン・カツ(uk)：1915年 - 1985年：科学者・法学者。
- ラルィサ・コジンツェヴナ(uk)：1929年 - 2005年：水文学者。
- オレクサンドル・ラヴルィノヴィチ(uk)：1956年 - ：政治家。